# Massacre de Cunhaú e Uruaçu
O Massacre de Cunhaú e Uruaçu  é o nome dado a dois massacres ocorridos no Rio Grande do Norte, nos dias 16 de julho e 3 de outubro em 1645, ambos executados por holandeses. Em homenagem, o dia 3 de outubro é feriado estadual no Rio Grande do Norte.

## Versões
Existem algumas versões, porém, a diferença entre elas não são muitas:

### Primeira versão
Existia um povoado chamado "Engenho Potengi", onde hoje é atualmente o município de São Gonçalo do Amarante. Segundo registros esse povoado pertencia a Estevão Machado de Miranda, cuja família - bem como os habitantes do povoado - resistiam aos ataques dos holandeses.
O povoado foi atacado pelos holandeses, que quiseram impor o seu domínio militar, além da sua cultura e sua religião. Como seus habitantes não aceitaram a imposição dos holandeses, estes fizeram um verdadeiro massacre matando todas as famílias (cerca de 70) do povoado. Esse episódio  ficou conhecido como "Massacre de Uruaçu", como momento ímpar de resistência, de fé e de defesa dos princípios de liberdade.
No ano de 1698, os holandeses afastaram-se do povoado e começaram a chegar os primeiros grupos de exploradores, vindos de Pernambuco. Entre eles, os portugueses Ambrósio Miguel de Sirinhaém e Pascoal Gomes de Lima, que chegaram ao povoado no ano de 1710, instalaram suas famílias nas proximidades do rio Potengi, na vizinhança do antigo e histórico Engenho Potengi que deu início a organização do novo povoamento. Foram esses portugueses que construíram dois sobrados e uma capela em homenagem a São Gonçalo do Amarante, com a imagem do santo padroeiro esculpida em pedra e colocada imponentemente no altar.
Este massacre é narrado em detalhes em uma carta de Lopo Curado Garro.

### Segunda versão
Em 16 de julho de 1645 o padre André de Soveral e outros 70 fiéis católicos foram cruelmente mortos por centenas de soldados holandeses e índios potiguares. Os fiéis participavam da missa dominical na Capela de Nossa Senhora das Candeias, no Engenho Cunhaú, município de Canguaretama, no litoral sul potiguar. Os holandeses eram calvinistas e teriam promovido o massacre por aversão ao catolicismo.
Três meses depois, em 3 de outubro de 1645, aconteceu outro morticínio, no qual cerca de 80 pessoas foram assassinadas pelos holandeses, estando entre as vítimas o padre Ambrósio Francisco Ferro e o camponês Mateus Moreira. Segundo ficou registrado por cronistas da época, Mateus teve o coração arrancado pelas costas e antes de ser executado teria dito "louvado seja o Santíssimo Sacramento". O massacre aconteceu na comunidade de Uruaçu, em São Gonçalo do Amarante, distante cerca de 18 km de Natal, da atual capital do estado.